# 좌천초등학교 (부산 동구)
좌천초등학교(佐川初等學校)는 대한민국 부산광역시 동구에 있었던 공립 초등학교이다.

## 학교 연혁
- 1972년 3월 15일 : 좌천초등학교 개교 (33학급)
- 1991년 7월 1일 : 방송실 설치
- 1997년 9월 5일 : 급식소 개소
- 2000년 8월 17일 : 강당 설치
- 2004년 6월 30일 : 과학실험실 현대화
- 2005년 2월 23일 : 도서실 현대화 사업
- 2010년 8월 31일 : 영어전용 체험실 구축 완료
- 2012년 9월 13일 : 운동장 놀이시설 개수 및 교육청 화장실 공사
- 2016년 4월 9일 : 자연생태 학습원 벽화 조성
- 2016년 9월 1일 : 제19대 고지혜 교장 취임
- 2018년 2월 28일 : 폐교[1]